# Pygolabis weeliwolli
Pygolabis weeliwolli is een pissebed uit de familie Tainisopidae. De wetenschappelijke naam van de soort is voor het eerst geldig gepubliceerd in 2006 door Keable & Wilson.